# Prodiatrypa
Prodiatrypa is een geslacht van rechtvleugeligen uit de familie krekels (Gryllidae). De wetenschappelijke naam van dit geslacht is voor het eerst geldig gepubliceerd in 1988 door Desutter-Grandcolas.

## Soorten
Het geslacht Prodiatrypa  is monotypisch en omvat slechts de volgende soort:
- Prodiatrypa annulicornis (Chopard, 1912)